# Starfinger
Starfinger è un personaggio dei fumetti pubblicati da DC Comics. È un supercriminale nemico della Legione dei Super-Eroi. Comparve per la prima volta in Adventure Comics n. 335 (agosto 1965).

## Biografia del personaggio

### Lars Hanscom
Starfinger fu raffigurato come una figura con un elmetto, i cui cinque diversi poteri erano generati ognuno da un dito diverso della sua mano destra. La Legione scoprì che in realtà Starfinger era Lightning Lad sotto il controllo del Dr. Lars Hanscom. Hanscom, con la scusa di esaminare il braccio robotico di Lightning Lad, ipnotizzò il Legionario e lo attrezzò con il guanto di Starfinger, così che Hanscom potesse ottenere il raro metallo rejuvium minacciando di distruggere le "Sette Meraviglie del XXX secolo". Hanscom fu portato di fronte alla giustizia, ma dopo la sua evasione dal carcere tentò una carriera criminale per conto suo. Il suo crimine più famoso fu il rapimento di uno dei corpi di Duo Damsel durante il suo matrimonio con Bouncing Boy. Successivamente, sotto l'alias di "Dottor Larsh" (Lars H.), utilizzò di nuovo Lightning Lad alla vigilia della nascita dei gemelli del Legionario, ma fu facilmente sconfitto.

### Char Burrane
Il giovane cadetto della Polizia Scientifica Gim Allon si trovava su Marte a caccia di un fuggitivo appena pochi momenti prima che la meteora che lo colpisse e gli donasse i poteri di crescita che lo avrebbe poi reso un Legionario. Quel criminale, Char Burrane, sarebbe successivamente sfuggito di nuovo e mentre scappava sul suolo marziano, inciampò su un misterioso anello in grado di generare due donne super potenti che si identificarono come Starlight e Starbright, che furono originate da un micro mondo presente dentro lo stesso anello. Con i loro poteri, Burrane cominciò a creare un impero del crimine. Anni dopo, volle il nome di Starfinger e fece uccidere Hanscom su Takron-Galtos II, cosa che annunciò il suo arrivo. Mostrando un'ovvia vendetta verso Colossal Boy, il nuovo Starfinger si batté contro la Legione e infine catturò la sua nemesi personale, che però era Chameleon Boy sotto copertura (agendo da solo come leader della Legion Espionage Squad). Sopraffatto dalla conseguente squadra di Legionari giunti in aiuto del loro compagno, Starfinger fuggì nel mondo segreto dentro il suo anello. Shrinking Violet scoprì l'anello e da lì in poi fu posto sotto forte osservazione.

### Molock Hanscom
Nel quarto volume della serie Legione dei Super Eroi, Molock Hanscom (ex leader della Cosmic Spy League e fratello di Lars) assunse il ruolo di Starfinger pianificando l'assassinio di Burrane. Inviò degli assassini (incluso il Persuasore) dopo che Char Burrane II catturò l'anello del suo predecessore, e divenendo quindi il nuovo proprietario dell'artefatto. Staringer III fu ucciso dai Khund.

## Poteri e abilità
La mano destra di Starfinger possedeva cinque stelle sulle punte delle dita, ognuna delle quali poteva emettere raggi di diversa energia. Ogni raggio aveva una proprietà diversa:
- Pollice - emetteva un raggio neutralizzante
- Indice - emetteva un super fulmine
- Medio - emetteva un raggio di super spinta
- Anulare - a roteazione poteva emettere ogni tipo di super radiazione (ad esempio, calore, kryptonite verde, raggi gamma, raggi rimpicciolente, ecc.)
- Mignolo - emetteva un raggio congelante

Utilizzando le dita tutte insieme emetteva un raggio distorcente che mescolava i superpoteri facendoli funzionare in modo errato.

## Altri media
La versione di Char Burrane di Starfinger comparve nell'episodio The Substitutes della serie animata Legion of Super Heroes. Comparve come un narcisitico ed arrogante uomo con un tic, e un quasi incomprensibile accento spagnolo. Starfinger indossava un paio di guanti meccanici che donava un potere diverso in ogni dito. Un dito donava l'abilità di creare piccole creature pelose che (neanche lui sapeva) crescevano fino a diventare mostri che si cibavano della ionosfera della Terra. Con la Legione impegnata a salvare la ionosfera, Starfinger dovette vedersela contro la Legione degli Eroi Sostituti: i "Subs" riuscirono a sconfiggere il loro avversario e ad aiutare la Legione a fermare la distruzione della ionosfera. In questo episodio, Brainiac 5 caratterizzò Starfinger come una "seccatura di terza categoria". Comparve altre due volte nel fumetto dedicato alla serie, The Legion of Super Heroes in the 31st Century.